# Conerow
Der Name Conerow bezeichnet eine frühdeutsche Burg aus dem frühen 13. Jahrhundert im heutigen Mecklenburg-Vorpommern im Landkreis Mecklenburgische Seenplatte. Die Burganlage ist schwer zugänglich, da sie mitten im Wodarger Forstwald liegt, und kein direkter Weg zu ihr führt. 

## Burg Conerow
Die Ruine der Burg Conerow liegt etwa 2,4 km westlich des Dorfes Wodarg unmittelbar an einer Flussschleife der Tollense. Im Jahre 1248 erfolgte die erste urkundliche Erwähnung der Anlage. Heute sind nur noch Mauerreste auf einem 5 bis 6 Meter hohen Burghügel von 30 bis 40 Metern Durchmesser zu erkennen. Die Ruine, die sich an der Nordseite des Hügels befindet, ist der Rest des quadratischen Bergfrieds mit einer Mauerstärke von 2 Metern. Von dem an der Westseite noch 4,50 Meter hohen Mauerwerk bestehen die oberen 3 Meter aus so genannten Klostermauersteinen. Das Fundament wurde wie auch das Innere des Mauerwerks aus Feldsteinen errichtet. 
Über die Erbauer und ursprünglichen Besitzer ist wenig bekannt. Sie gehörten zur Familie von Walsleben. Die ersten Aufzeichnungen stammen aus den Jahren 1473 (Walslenen) und 1486 (Walslaw). 1642 erwarb Alexander von Walsleben das Gut Wodarg.
Etwa 200 Meter flussaufwärts auf dem Westufer der Tollense fand 1996 ein Amateurarchäologe aus Burow erste Spuren eines bronzezeitlichen Schlachtfeldes, das seit 2007 untersucht und seit 2010 ausgegraben wird. Bisherige Sondierungsgrabungen brachten Knochen von mehr als 120 Toten aus der Zeit zwischen 1300 und 1200 v. Chr. zu Tage. 
Etwa 500 Meter südlich im Wodarger Wald, östlich der Tollense, befinden sich zwei Megalithgräber.

## Dorf Conerow
Westlich des Dorfes Wodarg lag eine zur Burg gehörende kleinere Siedlung, die namentlich als Conerow überliefert ist. Heute führt über dieses, im 14. Jahrhundert wüst gefallene Dorf die Bundesautobahn 20. Ursache des Niedergangs des Ortes waren die Verwüstungen bei kriegerischen Auseinandersetzungen zwischen mecklenburgischen und pommerschen Fürsten. Die Einwohner siedelten sich wahrscheinlich im rund einen Kilometer nordöstlich gelegenen Dorf Kölln (Colon, Cölln) an, was auch durch die in dieser Zeit erfolgte Umstellung von Vieh- auf Feldwirtschaft erforderlich machte.
Im Vorfeld des Autobahnbaus wurden westlich von Wodarg die Reste eines Wehrspeichers in Fachwerkbauweise gefunden. Dessen Nachbau befindet sich in der Nähe der Burg Klempenow.